# مؤسسة سكة حديد العقبة
مؤسسة سكة حديد العقبة هي مؤسسة تدير السكك الحديدية العاملة في جنوب الأردن. تأسست عام 1979 لنقل الفوسفات إلى ميناء العقبة. ويستخدم سكك الخط الحديدي الحجازي.

## التاريخ
عام 1908، بنت الدولة العثمانية الخط الحديدي الحجازي، وكان مساره من دمشق إلى المدينة المنورة. بعد الحرب العالمية الأولى وسقوط الدولة العثمانية، لم تعمل السكك الحديدية إلى أبعد من معان جنوباً. شغّلت شركة الخط الحجازي الأردني مسارات الخط الحجازي في الأردن.
عام 1975، بني فرع من معان إلى العقبة، المدينة الساحلية التي تطل على خليج العقبة. عام 1979 تأسست مؤسسة سكة حديد العقبة وتولت تشغيل الخط من الأبيض إلى العقبة. وكان الهدف من تأسيس المؤسسة نقل الفوسفات من المناجم قرب الأبيض ومعان إلى ميناء العقبة. تشغل المؤسسة قطارات الشحن المدعومة بقاطرات الديزل نوع GE U17C

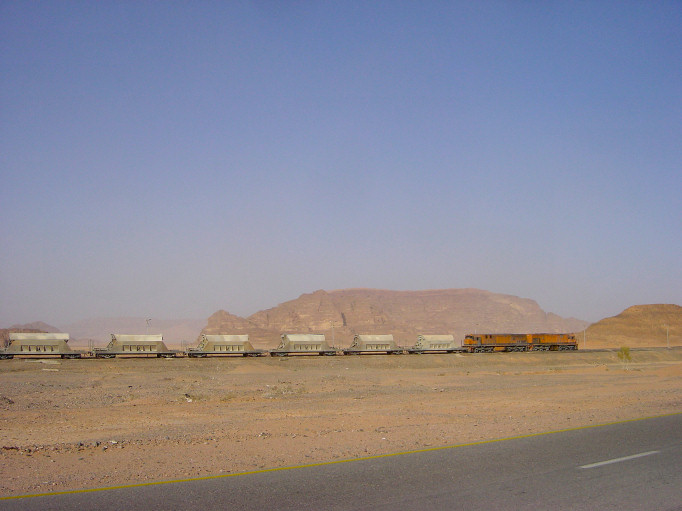
قطار لنقل الفوسفات قرب معان.